# 메네그로스
메네그로스(Menegroth)
는 《실마릴리온》에 등장하는 지명이다. 벨레리안드 중부에 위치한 도리아스 왕국의 수도였다.
모르고스가 발리노르를 빠져나와 웅골리안트와 헤어진 후 벨레리안드에 침투하여 가운데땅의 요정을 공격하자 모르고스의 군대와의 전투에서 큰 충격을 받은 신다르 대왕 싱골이 난쟁이의 도움으로 세우게 된다.
또한 메네그로스를 세우는 동시에 싱골의 배우자 멜리안이 이곳과 주변 숲을 지킬 마법 장막을 펼친다.
보석전쟁의 종반부에 싱골이 실마릴을 탐내는 난쟁이에게 죽고 그의 배우자 멜리안이 가운데땅에서 떠나면서 쇠퇴하고 후계자 디오르 엘루킬이 다스리는 중 페아노르의 맹세에 집착한 놀도르 요정에게 멸망했다.
이로 인해 태양의 1시대 이후에 신다르 요정이 난쟁이, 놀도르와 반목이 이뤄진다.